# Philippe Nauche

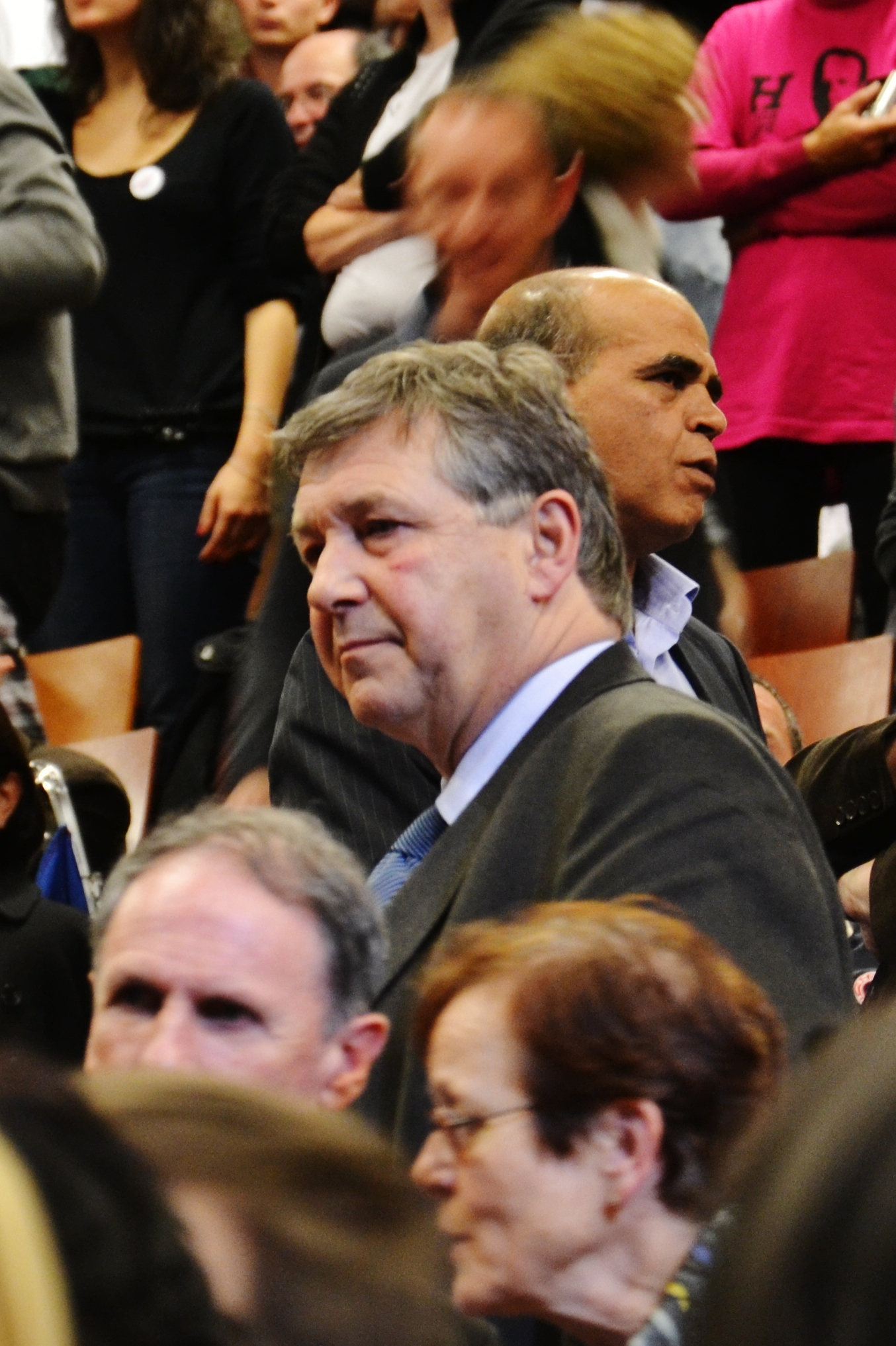
Philippe Nauche (2012)

Philippe Nauche (* 15. Juli 1957 in Brive-la-Gaillarde) ist ein französischer Politiker. Er war von 1997 bis 2002 und ist seit 2007 Abgeordneter der Nationalversammlung.
Nauche arbeitete zuerst als Arzt in einem Krankenhaus. Im Jahr 1993 kandidierte er erfolglos im zweiten Wahlkreis des Départements Corrèze. 1995 zog er in den Gemeinderat von Brive-la-Gaillarde ein und trat bei den Parlamentswahlen 1997 erneut an. Dabei gelang ihm der Einzug ins Parlament. 1998 zog er zudem in den Generalrat des Départements Corrèze ein. Während er 2002 an der Wiederwahl scheiterte, kehrte er 2007 ins Parlament zurück  und wurde 2012 wiedergewählt. 2008 erlangte er zudem das Bürgermeisteramt von Brive-la-Gaillarde.